# 동물의 심장과 혈액의 운동에 관한 해부학적 연구

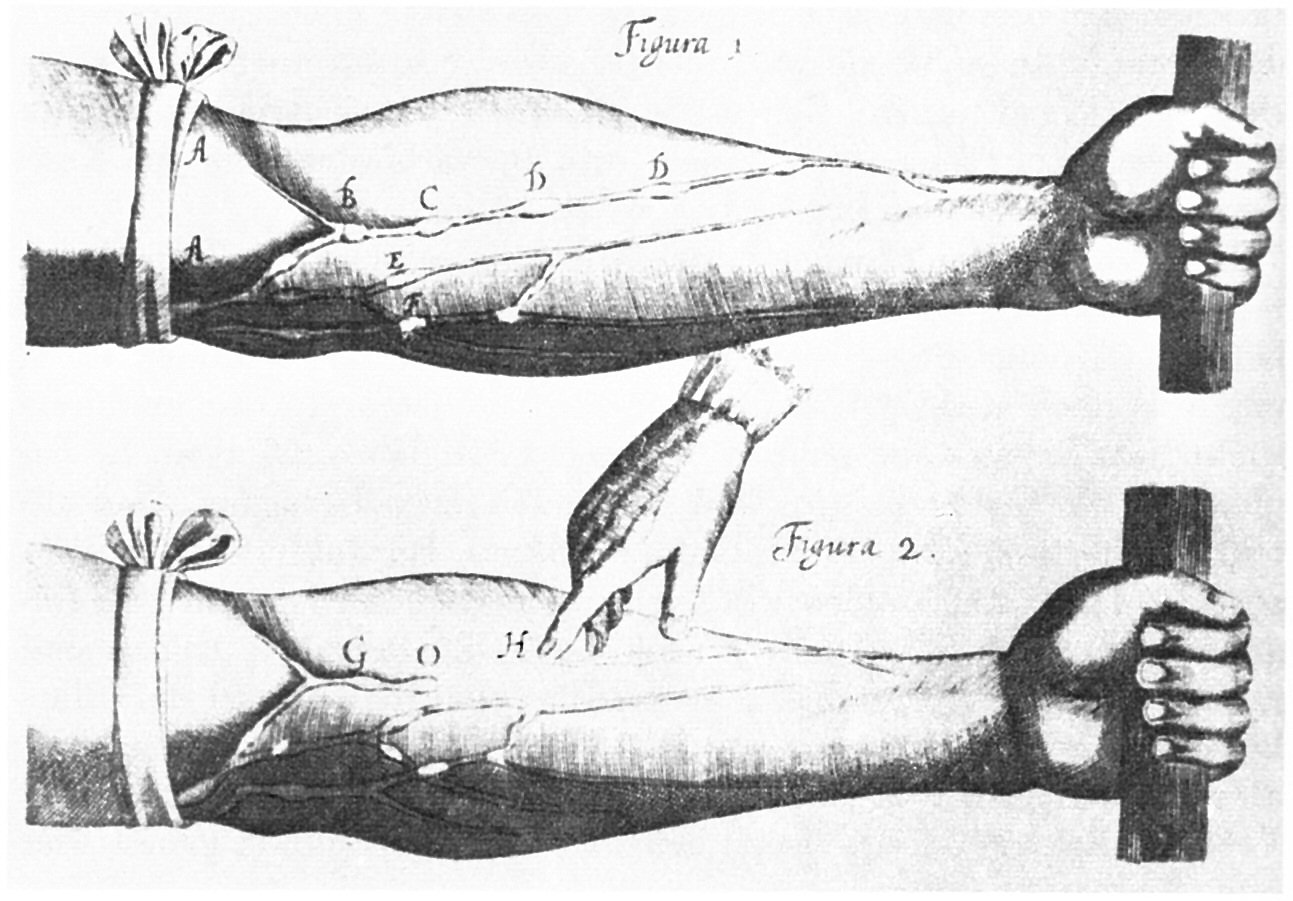
윌리엄 하비의 《동물의 심장과 혈액의 운동에 관한 해부학적 연구》에 수록된 실험

《동물의 심장과 혈액의 운동에 관한 해부학적 연구》(라틴어: Exercitatio Anatomica de Motu Cordis et Sanguinis in Animalibus, 영어: An Anatomical Exercise on the Motion of the Heart and Blood in Living Beings)는 일반적으로 《De Motu Cordis》라고도 불리며, 영국의 의사 윌리엄 하비가 저술한 책이다. 이 책은 1628년에 처음 출판되었으며, 혈액 순환의 이론을 확립시켰다. 이 책은 생리학의 역사에서 하나의 이정표이다. 혈액 순환의 실체만큼이나 중요한 것이 그 원리를 찾아낸 탐구 방법이었다. 하비는 관찰, 실험, 측정 및 가설을 놀라운 방식으로 결합하여 자신만의 이론을 도출해냈다. 하비의 업적은 이와 같은 모델을 정립한 것으로 이는 동시대 사람들에게 즉각적이고 광범위한 영향을 미쳤다. 토머스 홉스는 자신의 일생에 걸쳐 크게 영향을 끼친 인물로 하비를 꼽았다.

## 같이 보기
- 혈액 순환
- 윌리엄 하비